# かかし王子
『かかし王子』（ハンガリー語：A fából faragott királyfi, ドイツ語：Der Holzgeschnitezte Prinz, 英語：The Wooden Prince）作品13、Sz.60、BB.74は、バルトーク・ベーラの作曲したバレエ音楽であり、バルトークの唯一のバレエ音楽でもある（《中国の不思議な役人》もバレエと紹介されることがあるが、こちらはパントマイムである）。ストーリーはバラージュ・ベーラ（1884年 - 1949年）による。またこの作品から小組曲（約15分）と大組曲（約30分）も編纂されている。なおハンガリー語タイトルを直訳して《木彫りの王子》あるいは《木製の王子》と訳されることもあるが、ストーリーから「木彫り」でないことは明らかである。全曲版の演奏時間は約55分。

## 作曲の経緯
1912年、ブダペストでセルゲイ・ディアギレフ率いるバレエ・リュス（ロシア・バレエ団）の公演があり、その時の演目にはイーゴリ・ストラヴィンスキーの《ペトルーシュカ》が含まれていた。バルトークはその公演を観ていないようだが、ブダペスト歌劇場の支配人ミクローシュ・バーンフィ伯爵は、その作品に魅了される。バーンフィ伯爵はつい最近コンペティションに提出されたバルトークのオペラ《青ひげ公の城》を却下したばかりだった。
1912年12月16日に、ハンガリーの文芸誌ニュガトに『かかし王子』のシナリオが発表された。作者は《青ひげ公の城》の台本を書いたバラージュ・ベーラ（1884年-1949年）。バラージュの言うにはバルトークのために書かれた台本だという。画家でもあるバーンフィ伯爵は、『かかし王子』のシナリオを読んでとても興味を持ち、すぐに舞台装置のスケッチに取りかかった。作曲は誰がするのかとバーンフィ伯爵から尋ねられたバラージュは「バルトークがもう作曲し終わった」と嘘をつき、バーンフィ伯爵は、彼の音楽は聴衆に受け入れられないだろうと難色を示したが、舞台装置のデザインをするという魅力に逆らえず、バルトーク作曲を了承した。
バルトークもまた《青ひげ公の城》という作品を看過されたことが、《かかし王子》を書く契機になったと言っている。またバルトークは《青ひげ公の城》と《かかし王子》を一晩で上演したいという願望も持っていたが、これは実現しなかった。
バルトークは1914年に作曲を開始するが、オーケストレーションまで完成するのは1917年になる。この時期、バルトークは公には作曲活動から退いており、民謡採集などの研究を中心に活動するのみになっていた。また第一次世界大戦による政情悪化も影響した。しかしルーマニアの民俗音楽からの編曲作業などが契機となり作曲活動を再開。1915年には平行して《弦楽四重奏曲第2番》の作曲も始めている。
初演はバーンフィ伯爵の尽力で、バルトークの作品では異例なことに完成後速やかに行われた。初演の準備は1916年より始まるが、歌劇場のスタッフで抗議の辞任をする者など現れ、バラージュが演出や振り付けまでこなした。イタリア人指揮者エギスト・タンゴも勤勉に作品に取り組み、公演は大成功を収め、その後も度々再演されるなどの人気作になった。この成功のおかげで、それまで演奏の機会が与えられなかった《青ひげ公の城》も翌年1918年に初演される。

## 初演と出版

### 初演
1917年5月12日　ブダペスト歌劇場、指揮：エギスト・タンゴ

### 出版
オーストリアのウニヴェルザール出版社からフル・スコア（1924年、改訂版1951年）が出版されている。また作曲者の次男ペーテル・バルトークらによる改訂版が出版の準備段階にあり、組曲版（1932年版）は2009年にバルトーク・レコーズより初出版された。これは組曲版単独のスコアとしては初めての出版である。

## 編成

### ダンサー
王子、王女、妖精、かかし王子、森の木々や小川の流れ（以上は演出により変わる場合あり）

### 管弦楽
- フルート 4（3、4番はピッコロに持ち替え）、オーボエ 4（3、4番はイングリッシュホルンに持ち替え）、サクソフォーン 2（1番はアルトE♭管、2番はテナーB♭管、バリトンE♭管持ち替え）、クラリネット 4 A、B♭管（3番はE♭管持ち替え、4番はバスクラリネットA、B♭管持ち替え）、ファゴット 4（3、4番はコントラファゴット持ち替え）
- ホルン 4、トランペット 4、コルネット 2、トロンボーン 3、バスチューバ 1
- ティンパニ 、グロッケンシュピール、シロフォン、トライアングル、カスタネット、シンバル、小太鼓、バスドラム、タムタム
- ハープ 2、チェレスタ（四手連弾）
- 弦五部

## あらすじ
舞台
ステージ左手に丘があり、そこには王女の小さな城が小川に囲まれるように建っている。城には窓が付いた小さな部屋があり、椅子と糸車が置いてある。城からは小道がのびており、小川にかかる木の橋を越え、森へと続いている。もうひとつの小道がステージを横切り右手の丘に続いている。そこには王子の城がある。ステージの中央右には、大きな岩がある。妖精が左の丘の麓に立っている。王女は森の中に座っている。王女は踊り出す。
第1舞曲 森の中での王女の踊り
王女が踊っていると、妖精も踊り出す。妖精はゆっくりと森へ歩いてくる。そのとき王子が城から出てくる。妖精は王女に城へ戻るよう指図する（6回の身振り）が、王女は従わずに踊っているので、妖精はもう一度指図する。王女はしかたなく木の橋を渡り、城へと引き返していく。
王子は城からゆっくりと歩いてくるが、妖精と出くわして向きを変える。するとちょうど城へ入ろうとしている王女が目に入り、一目惚れしてしまう。王女はその状況にまったく気が付かず、部屋の窓のところにきて糸車を回し出す。王子「彼女を愛している!」。王子はどうすべきか悩んだ末、彼女のところへ行こうと決め、森を横切ろうと進んでいった。しかし妖精が森に魔法をかける（3回の身振り）。
第2舞曲 木々の踊り
森が動きだす。王子は恐怖に駆られるが闘い、通り抜けに成功する。次に王子は小川を越えるため木の橋を渡ろうとするが、妖精は今度は川の流れに魔法をかける（3回の身振り）。
第3舞曲 波の踊り
流れは橋の土台を越え、橋を持ち上げる。王子は何度も橋を渡ろうとするが、その度に流れが激しくなり越えられない。王子は落胆して森に戻っていき、考え込む。
王子は良いアイディアを思いつく。杖を取り上げ、それに彼の外套を着せていく。王女に見えるように岩に登り、高く掲げる。しかし王女は気が付かない。王子は気落ちするが、今度は杖に自分のかぶっていた王冠も付ける。再び岩に登り掲げる。王女は杖を見るがなんとも思わない。王子は絶望するが、さらに鋏で自分の金髪の房を切り取って杖に付ける。ついに王女は高々と上げられた杖に気が付き、喜び、それを欲しいという一心で、その可愛い玩具に向かって駆けてくる。王子は杖の後ろから彼女を抱きしめようとするが、王女はその何の飾りもない若者からおののいて逃げる。妖精はまた魔法をかけ、杖に命を与える。王子と王女は木の人形を奪い合い、ついに王女が木の人形を自分のものにする。
第4舞曲 王女と木の人形の踊り
王女とかかし王子は踊り続ける。
王女とかかし王子は舞台から去る。深く絶望した王子は、倒れ込み眠りに落ちる。妖精は森から出てきて、王子を優しく慰め、周囲のもの全てが王子を讃えるように踊る。妖精は3つの大きな花から、金色の巻き毛、王冠、外套をそれぞれ取り出し、王子を飾る。いまや自然から祝福された王子は光り輝き、華麗なる凱旋をとげる。そこに全く突然、王女がかかし王子と共に現れる。かかし王子の身なりは乱れ果てている。
第5舞曲
王女はかかし王子をなんとか踊らせようと怒っているが、かかし王子の踊りはどんどんみすぼらしくなっていく。王女はかかし王子を嫌いになり、ついに怒って押し飛ばす。木の人形は倒れてしまう。そのとき彼女はついに、光り輝いている王子を認める。
第6舞曲
王女は魅力的な笑みを浮かべ、一緒に踊ろうと王子を誘惑するが、王子は自分の胸に手を置き、拒絶するような仕草をして、彼女に背を向ける。
第7舞曲
王女は不安になり王子を引き留めようとするが、今度は森が彼女の行く手を阻む。彼女は絶望して帰っていく。帰り道、彼女はかかし王子につまづき、怒って蹴飛ばす。絶望の中王女は、自分の王冠と外套を投げ捨て、最後には髪の毛まで切り落とす。彼女は悲観して、手で顔を覆う。そうするうちに、王子は彼女の前にやってくる。王子は苦しんでいる彼女を見て、慰めようとするが、彼女は何も飾りのない自分を恥ずかしがる。しかし王子は意に介せず、ついに彼女を抱擁する。次第に、魔法をかけられていた周囲のものが元の状態に戻っていく。

## ストーリーについて
バラージュのオリジナルのストーリーは、第8舞曲まであり、バルトークによる最終的なストーリーより長いものであった。バルトークがストーリーを単純化したために、妖精の行動に脈絡がなくなったりと、ストーリーの説得力が弱くなった点は否めない。
バラージュによると、この物語は、芸術家は蚊帳の外に置かれその作品（＝かかし王子）のみが愛されるという状況への皮肉が込められているという。しかしバルトークはその芸術家の悲劇をさらに広げ、男と女に内在する悲劇を、そのギャップを大きく描くことで一般的な問題へと発展させた。妖精の役割を極力減じることで、善でも悪でもある自然の力を描きだし、その本質を見極めることを通して、真の姿を得られるようなストーリーとなっている。

## 音楽
この作品は、そのお伽話的内容もあって、バルトークの作品の中でも異例なほど色彩感豊かに仕上がっている。サクソフォーンが使われているのも色彩感を上げるのに一役買っている。この楽器の出番は少ないが、民謡調の重要な旋律をまかされており、かなり印象的である。また “かかし王子”の音楽も、音響的にこの作品の白眉となっている。弦楽器の開放弦やコル・レーニョ奏法、木琴、カスタネット、木のばちで大太鼓の縁を叩く、木管楽器のしゃっくりのような前打音、ミュートを付けた金管楽器など、鋭く乾いた音響で表現している。そしてその辛辣な調子は、作品番号でひとつ前の作品《4つの管弦楽曲》の第2楽章と同質なものである。また同時期に作曲されていた《弦楽四重奏曲第2番》と似通った主題もある。
この作品もドビュッシーやリヒャルト・シュトラウスなどの影響が指摘されているが、冒頭からリヒャルト・ワーグナーの楽劇《ラインの黄金》の開始部のような「自然」を意味するハ長調が聞かれ、そこに嬰ヘ音と変ロ音が加わることで倍音列音階となり、バルトーク風自然生成のモチーフが作られる。また王子がかかし王子を作っている部分の音楽は、《ジークフリート》で主人公がノートゥングを鍛え直している音楽を彷彿とさせる。その他にストラヴィンスキーのバレエ音楽との関連も指摘されている。《ペトルーシュカ》は同じく木製のパペットが主役であり、題材的に似通う部分が多い。また《火の鳥》でのイワンや王女たちのための民謡と、火の鳥やカスチェイのための不協和音という対立の要素も同様である。しかしバルトークが《かかし王子》の音楽的な発想を得たのは、1916年に行われた自作の《2つの肖像》管弦楽版の初演だったと回想している。1曲目の“理想的な”肖像が、2曲目で“グロテスクな”肖像へと歪められる、その方法論を大規模に作品に持ち込んだ。それは「かかし王子」の主題が「王子の主題」のグロテスクな変形であることを意味する。
バルトーク自身はこの曲を「踊れる交響詩」と説明している。形式的に大きく3部に分けることが可能で、第1部はかかし王子と王女の踊りまで、第2部は妖精が王子を神格化する穏やかな場面、第3部はかかし王子と王女が再び登場した以降としている。そして第3部は第1部を逆順に再現したものということで、それは文字通りの逆順ではないものの、確かに立場を変えつつも第1部を再現していき、最後には自然の主題に帰っていく。十分にシンメトリックな構造になっており、これはバルトークが終始取り組んだ構造でもある。

## カットの問題と組曲版
ハンガリーの音楽学者、クルー・ジェルジやバルトークの次男、バルトーク・ペーテルらの研究によればバルトークは1921年頃に組曲版を作ろうと計画をはじめ、まず1924年に編纂したものを彼の楽譜を出版していたウニヴェルザール出版社に送っている。便宜的に「小組曲」と呼ばれるこのバージョンは、『森の踊り』『波の踊り』『王女とかかし王子の踊り』の3つのセクションからなっており、新しいエンディングが付いている。しかしこのバージョンは出版されず、現在に至るまで演奏される機会はほとんどない。出版されなかった理由は不明だがペーテルは「（この後も新しい組曲を作ったと言うことから）作曲者が満足しなかったのではないか」と推測している。
バルトークは更に1931年「大組曲」と呼ばれる大幅に拡張された組曲版を作った。『前奏曲』『王女』『森』『王子のかかし作りの歌』『かかし王子の踊り』『後奏曲』という構成で、新たな移行部が作られ、続けて演奏されるようになっている。これは1931年11月23日に、エルネー・ドホナーニの指揮ブダペスト・フィルハーモニー協会の演奏で初演されている。しかし翌年バルトークが全曲に手を加えたために、これも出版されていない。なおドホナーニが演奏に使用したパート譜は失われている。
1932年の改訂は、繰り返されている部分をカットして簡明にするというものが大きかった。現在の全曲版スコアにはバルトークによる44箇所のカットの指示があり、それぞれの繋ぎ目は前後に矛盾が生じないように、丁寧に作られている。ウニヴェルザール出版社の1951年の改訂版ではカットの方法が判るように工夫されている。このカットは1932年の改訂の際に行われたもので、作曲者は出版社への書簡で「今後この作品は、短縮バージョンでのみ演奏されるべきである。要約はあくまでも音楽的な要請である。だが明らかに舞台にとっても相応しいものであり、紛れもなく改良である」と書いている。もともとカットはさらに14箇所あったが、バルトークの持っていた全曲版スコア初版に "marad"（ハンガリー語で「留める」）とあり、これに従ってそのカットの指示は現在の出版譜には反映されていない（ただし詳細は付記されている）。
現在、全曲版を演奏する場合はカットを一切行わないものが主流であるが、アンドラーシュ・コーロディ指揮ブダペスト・フィルハーモニー管弦楽団（フンガロトン盤）では先のバルトークの手紙から "作曲者の意向通り" ということでほぼ全てのカットを行っている。またCDでは発売されていないが、サイモン・ラトル指揮ベルリン・フィルハーモニー管弦楽団の演奏では部分的にカットを採用していた。ペーテルらの作成した新版では、バルトークの手紙に示された意図とスコアの指示に従い、ウニヴェルザール出版社版と同様にカットの指示は全て（"marad" の部分以外）実行された状態で出版されている。